# Shahzat Ghojaehmet

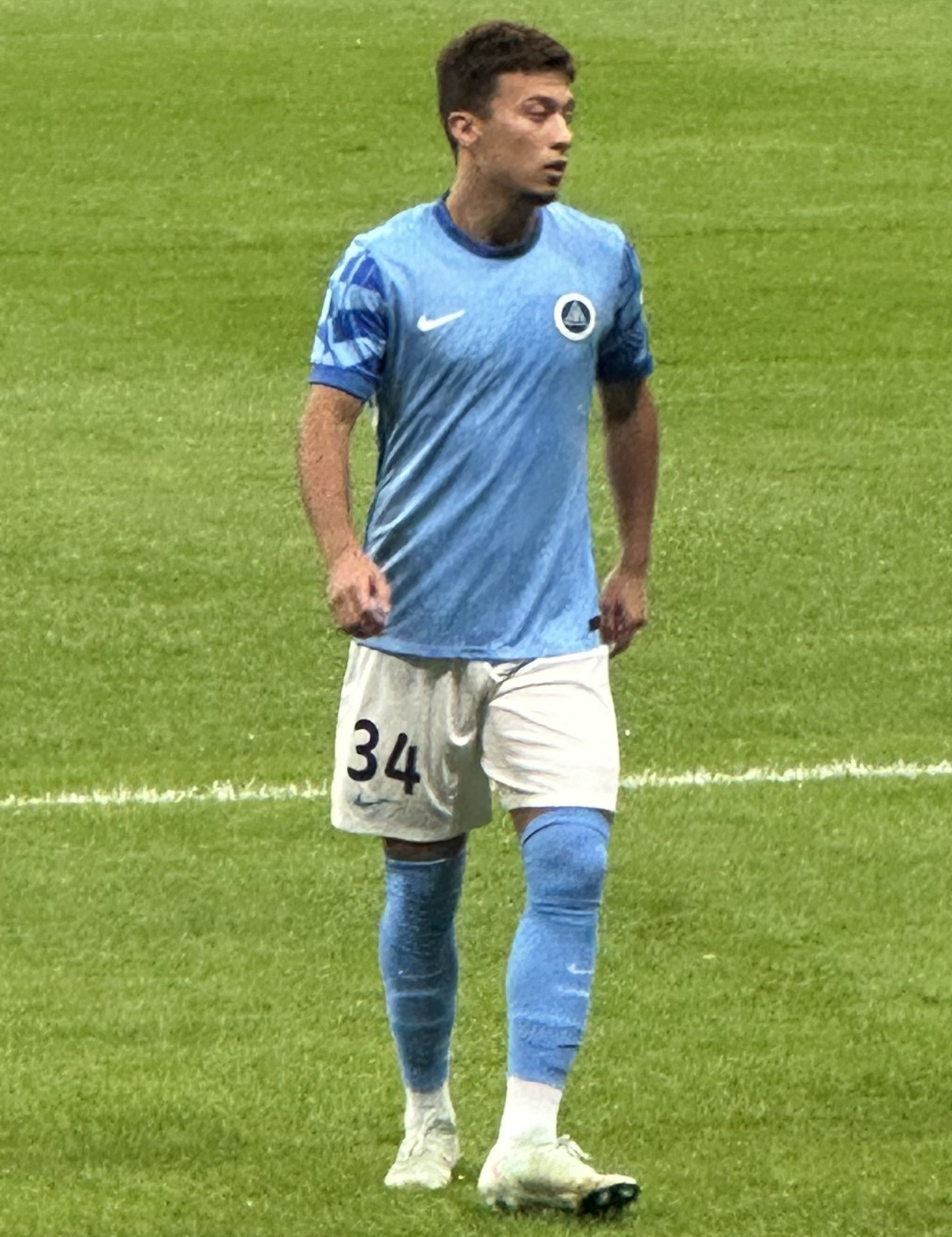
Shahzat Ghojaehmet (2025)

Shahzat Ghojaehmet (uigurisch شەھسەت ھوجاھەمەت, chinesisch 夏合扎提·吾加合买提, * 7. Juli 2006 in Gulja) ist ein chinesischer Fußballspieler uigurischer Abstammung.

## Karriere

### Verein
Ghojaehmet begann seine Laufbahn in der Jugendverein von FC Shenzhen. August 2022 spielte er dann für die Profimannschaft und debütierte am 20. September 2022 in einem Spiel gegen Wuhan Yangtze River, das mit einem 3:0-Sieg endete. Am 15. Dezember 2022 lieferte er seine erste Torvorlage bei einem 4:2-Sieg gegen Guangzhou FC.
Am 16. April 2023 erzielte Shahsat in der ersten Partie der Saison 2023 per Elfmeter ein Tor gegen Qingdao Hainiu.
2024 wechselte er zu Heilongjiang Ice City, wo er acht Spiele bestritt und ein Tor erzielte. Im selben Jahr schloss er sich Shenzhen Peng City an.

### Nationalmannschaft
Ghojaehmet hat China in den Altersklassen U15 bis U19 vertreten.